# 亚历杭德罗·卡斯特罗
亚历杭德罗·卡斯特罗·埃斯平（西班牙語：Alejandro Castro Espín；1965年7月29日—）是古巴的一个政治和军事人物，拥有古巴内政部准将军衔。他是古巴革命领导人劳尔·卡斯特罗和比尔玛·埃斯平的独子，也是菲德尔·卡斯特罗的侄子。